# 库尔布宗 (卢瓦-谢尔省)
库尔布宗（法語：Courbouzon，法語發音：[kuʁbuzɔ̃]）是法国卢瓦-谢尔省的一个市镇，属于布卢瓦区。

## 地理
库尔布宗（47°42'53"N, 1°32'37"E）面积6.41 平方千米，位于法国中央-卢瓦尔河谷大区卢瓦-谢尔省，该省份为法国中北部省份，北起厄尔-卢瓦省，东北接卢瓦雷省，东南接谢尔省，南至安德尔省，西南接安德尔-卢瓦尔省，西北接萨尔特省。
与库尔布宗接壤的市镇（或旧市镇、城区）包括：阿瓦赖、梅尔、卢瓦尔河畔米德、圣洛朗-努昂、叙埃夫尔。

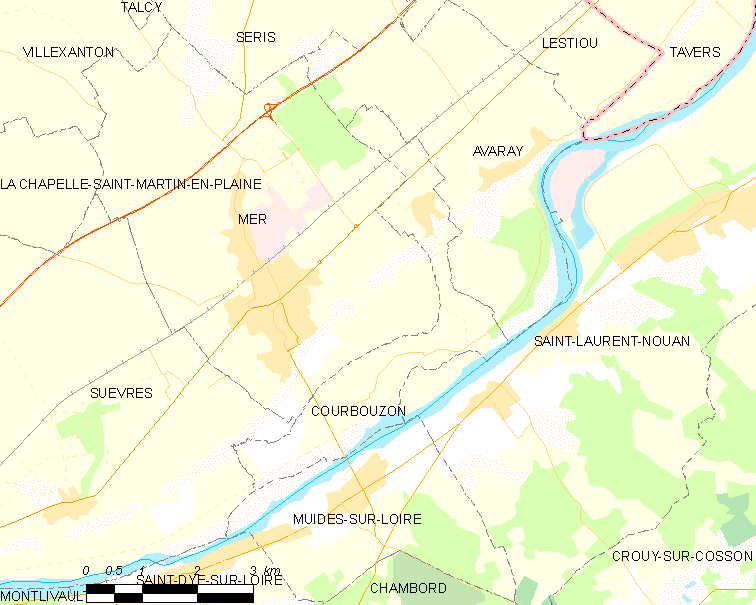
的OSM定位图

库尔布宗的时区为UTC+01:00、UTC+02:00（夏令时）。

## 行政
库尔布宗的邮政编码为41500，INSEE市镇编码为41066。

## 政治
库尔布宗所属的省级选区为拉博斯县。

## 人口

1962-2008年间人口变化图示

库尔布宗于2022年1月1日时的人口数量为424人。